# آکارجا، شرفلی‌کوچ‌حصار
اکاراسا، شرفلیکوچیسار (به لاتین: Akarca, Şereflikoçhisar) یک  Köy  در ترکیه است که در استان آنکارا واقع شده‌است.